# Municipio de Eugene (Misuri)
El municipio de Eugene (en inglés, Eugene Township) es un municipio del condado de Carroll, Misuri, Estados Unidos. Tiene una población estimada, a mediados de 2023, de 134 habitantes.
Abarca una zona exclusivamente rural.

## Geografía
Está ubicado en las coordenadas 39°18′21″N 93°21′22″O / 39.30583, -93.35611 (39.305958, -93.356127). Según la Oficina del Censo, tiene una superficie total de 133.42 km², de los cuales 128.56 km² corresponden a tierra firme y 4.86 km² están cubiertos de agua.

## Demografía
Según el censo de 2020, en ese momento había 120 personas residiendo en la zona. La densidad de población era de 0.93 hab./km². El 98.33 % de los habitantes eran blancos y el 1.67 % eran de una mezcla de razas. No había hispanos o latinos residiendo en la región.